# 西野翔
西野 翔（にしの しょう、1985年6月29日 - ）は、日本の元AV女優、タレント、DJ。株式会社プライムエージェンシー所属。血液型はO型。

## 略歴
2004年9月KUKI専属女優としてAVデビュー。
2005年3月テレビドラマに初出演。同年7月 アイエナジー専属女優としてセルデビューした。
2006年6月から2007年11月までは、S1 NO.1 STYLEの専属女優となった。
2007年12月から2008年2月は、PREMIUMの専属女優、2008年3月からMOODYZ専属女優となった。同年4月 『マスカット』シリーズに「恵比寿マスカッツ」のメンバーとして出演を開始した。
アダルトビデオ30周年記念企画（AV30）として2012年1月5日から2月29日まで行われた人気投票で25位に選ばれている。
2010年代にはタイ映画、台湾・シンガポール合作映画に出演し「国民の人妻」としてアジア圏で人気を得る。
2014年8月にATTACKERS専属。
2015年11月26日、交通事故により救急で病院に搬送された。
2016年6月4日、「J's COMEBACK!!」DJイベントで活動再開。
2017年8月より、痴女ヘブンの専属になることが決定。
2019年6月、SODstarへのメーカー電撃移籍、年内引退を発表。また次世代男優育成プロジェクトをSODとともにスタートさせる。
2019年12月27日に撮影された（2020年3月26日発売）作品を持ってAV女優を引退。DJなどその他活動は継続する。

## 人物
- 2018年2月26日、TwitterにてバストサイズがG-65になったと告白[10]。
- スコティッシュフォールドの西野はまちと、ポメラニアンの西野いくらを飼っている。
- 配信アプリPocochaでライバー活動をしている[11][12]。

## 映像作品
以下の作品がある。

### アダルトビデオ

#### 撮りおろし作品

##### 2004年
| 発売日   | タイトル     | 規格 | 品番     | メーカー | 備考                                    |
| -------- | ------------ | ---- | -------- | -------- | --------------------------------------- |
| 9月27日  | NEW FACE 43  | DVD  | KTRD-39  | KUKI     | ※AVデビュー作。レンタル版。             |
| 9月27日  | NEW FACE 43  | VHS  | KT-717   | KUKI     | ※AVデビュー作。レンタル版。             |
| 10月22日 | DEBUT        | DVD  | KTD-089  | KUKI     | ※「NEW FACE 43」のセルDVD版。           |
| 10月29日 | SHOW TIME    | DVD  | KTRD-43  | KUKI     | ※レンタル版。                           |
| 10月29日 | SHOW TIME    | VHS  | KT-721   | KUKI     | ※レンタル版。                           |
| 11月25日 | 第三章       | DVD  | KTRD-047 | KUKI     | ※レンタル版。                           |
| 11月25日 | 第三章       | VHS  | KT-725   | KUKI     | ※レンタル版。                           |
| 12月22日 | SEIHUKU      | DVD  | KTD-094  | KUKI     | ※「SHOW TIME」、「第三章」のセルDVD版。 |
| 12月25日 | ショールーム | DVD  | KTRD-53  | KUKI     | ※レンタル版。                           |

##### 2005年
| 発売日   | タイトル                                        | 規格 | 品番     | メーカー     | 備考                                                                                             |
| -------- | ----------------------------------------------- | ---- | -------- | ------------ | ------------------------------------------------------------------------------------------------ |
| 1月24日  | 純粋培養                                        | DVD  | KTRD-55  | KUKI         | ※レンタル版。                                                                                    |
| 1月24日  | 純粋培養                                        | VHS  | KT-733   | KUKI         | ※レンタル版。                                                                                    |
| 2月18日  | R18                                             | DVD  | KTD-098  | KUKI         | ※「ショールーム」、「純粋培養」のセルDVD版。                                                     |
| 2月20日  | 体温                                            | DVD  | KTRD-58  | KUKI         | ※レンタル版。                                                                                    |
| 2月20日  | 体温                                            | VHS  | KT-736   | KUKI         | ※レンタル版。                                                                                    |
| 3月20日  | 新妻物語                                        | DVD  | KTRD-63  | KUKI         | ※レンタル版。                                                                                    |
| 3月20日  | 新妻物語                                        | VHS  | KT-741   | KUKI         | ※レンタル版。                                                                                    |
| 4月21日  | 純妹系。                                        | DVD  | KTRD-068 | KUKI         | ※レンタル版。                                                                                    |
| 4月21日  | 純妹系。                                        | VHS  | KT-746   | KUKI         | ※レンタル版。                                                                                    |
| 4月22日  | COME ON!!                                       | DVD  | KTD-103  | KUKI         | ※「体温」、「新妻物語」のセルDVD版。                                                             |
| 5月24日  | 南極2号                                         | DVD  | KTRD-74  | KUKI         | ※レンタル版。                                                                                    |
| 5月24日  | 南極2号                                         | VHS  | KT-752   | KUKI         | ※レンタル版。                                                                                    |
| 6月24日  | 妹系。                                          | DVD  | KTD-109  | KUKI         | ※「純妹系。」、「南極2号」のセルDVD版。                                                          |
| 6月28日  | エッチ                                          | DVD  | KTRD-080 | KUKI         | ※レンタル版。                                                                                    |
| 6月28日  | エッチ                                          | VHS  | KT-758   | KUKI         | ※レンタル版。                                                                                    |
| 7月7日   | 君を犯したい                                    | DVD  | IESP-104 | アイエナジー |                                                                                                  |
| 8月4日   | スレスレ限界モザイク                            | DVD  | IDOL-008 | アイエナジー |                                                                                                  |
| 9月8日   | 西野翔の超高級ソープ嬢                          | DVD  | OTS-039  | オーティス   |                                                                                                  |
| 10月6日  | スレスレモザイク 痴漢バス アイドル襲撃 1        | DVD  | IESP-114 | アイエナジー |                                                                                                  |
| 11月4日  | スレスレモザイク 萌え系メガネアイドル           | DVD  | IDOL-018 | アイエナジー |                                                                                                  |
| 11月4日  | 超高級ソープ嬢 秘技伝授 レズ・ソープ 3          | DVD  | OTS-043  | オーティス   | ※オムニバス作品 共演: かすみ果穂、 加藤レイラ                                                    |
| 11月17日 | スレスレ限界モザイク 快感地獄 美女でワキコキ    | DVD  | BKSP-028 | アイエナジー | ※オムニバス作品 他出演： 菅野亜梨沙、 萩原めぐ、 上原留華、 君嶋もえ、 さいとう真央、 桜田さくら |
| 12月4日  | 西野翔のメイド喫茶                              | DVD  | IEPG-001 | アイエナジー | ※DVDPG作品。                                                                                     |
| 12月18日 | COUNTDOWN plus H                                | DVD  | KTD-121  | KUKI         | ※「エッチ」のセルDVD版。特典映像あり。                                                           |
| 12月21日 | ねこ耳&尻コキ ぷりぷりの美尻でチ○ポをシゴキたい | DVD  | BKSP-029 | アイエナジー | ※オムニバス作品 他出演： 菅野亜梨沙、 唯川純、 上原留華、 月野しずく、 七瀬くるみ、 仲居あゆみ   |

##### 2006年
| 発売日   | タイトル                                              | 規格 | 品番     | メーカー      | 備考                                                                   |
| -------- | ----------------------------------------------------- | ---- | -------- | ------------- | ---------------------------------------------------------------------- |
| 1月4日   | 新入社員 中出し勤務                                   | DVD  | IESP-131 | アイエナジー  |                                                                        |
| 1月19日  | スポーツ少女凌辱 純情少女たちにイタズラ               | DVD  | BKSP-031 | アイエナジー  | ※オムニバス作品 他出演: 小泉彩、 唯川純、 水希遥、 葉山瑠菜、 森名莉沙 |
| 2月4日   | ハイパースレスレモザイク vol.7                        | DVD  | IDOL-031 | アイエナジー  |                                                                        |
| 3月4日   | 新任女教師 中出し20連発                               | DVD  | IESP-144 | アイエナジー  |                                                                        |
| 6月7日   | 解禁×ギリギリモザイク                                 | DVD  | ONED-452 | S1 NO.1 STYLE |                                                                        |
| 7月19日  | ギリギリモザイク SEX ON THE BEACH 〜南の島でパコパコ! | DVD  | ONED-487 | S1 NO.1 STYLE |                                                                        |
| 8月19日  | ギリギリモザイク 6つのコスチュームでパコパコ!         | DVD  | ONED-512 | S1 NO.1 STYLE |                                                                        |
| 9月19日  | ギリギリモザイク 翔のセックスじっくり見せてあげる     | DVD  | ONED-543 | S1 NO.1 STYLE |                                                                        |
| 10月7日  | ギリギリモザイク 学校でセックスしよっ♥                | DVD  | ONED-557 | S1 NO.1 STYLE |                                                                        |
| 11月19日 | ギリギリモザイク 絶頂!イキまくり潮吹きFUCK            | DVD  | ONED-608 | S1 NO.1 STYLE |                                                                        |
| 12月19日 | ギリギリモザイク 激烈ピストン 5                       | DVD  | ONED-634 | S1 NO.1 STYLE |                                                                        |

##### 2007年
| 発売日   | タイトル                                                 | 規格 | 品番      | メーカー      | 備考 |
| -------- | -------------------------------------------------------- | ---- | --------- | ------------- | --- |
| 1月7日   | ギリギリモザイク エロい女の絶叫FUCK                      | DVD  | ONED-650  | S1 NO.1 STYLE | |
| 2月7日   | ギリギリモザイク バコバコ乱交 22                         | DVD  | ONED-674  | S1 NO.1 STYLE | |
| 3月7日   | ギリギリモザイク パコパコ航空 CA                         | DVD  | ONED-697  | S1 NO.1 STYLE | |
| 4月7日   | ギリギリモザイク バコバコ大乱交 W激烈ピストン            | DVD  | ONED-720  | S1 NO.1 STYLE | 共演: 宮澤ケイト |
| 5月3日   | ハイパーギリギリモザイク 特殊浴場TSUBAKI 貸切入浴料1億円 | DVD  | OPEN-0705 | S1 NO.1 STYLE | 共演: 蒼井そら、 麻美ゆま、 吉沢明歩、 穂花、 小川あさ美、 片瀬まこ、 伊沢千夏、 果梨、 遥めぐみ、 美優千奈、 MO☆MO ※「AV OPEN 2007」エントリー作品 |
| 5月7日   | ギリギリモザイク 無限絶頂!激イカセFUCK                   | DVD  | ONED-746  | S1 NO.1 STYLE | |
| 7月7日   | ハイパー×ギリギリモザイク ハイパーギリギリモザイクMV     | DVD  | ONED-786  | S1 NO.1 STYLE | |
| 8月19日  | ギリギリモザイク 止まらない失禁                          | DVD  | ONED-821  | S1 NO.1 STYLE | |
| 9月19日  | ギリギリモザイク ザーメン大乱交                          | DVD  | ONED-842  | S1 NO.1 STYLE | |
| 10月19日 | ハイパー×ギリギリモザイク 潮吹きハイパーギリギリモザイク | DVD  | ONED-856  | S1 NO.1 STYLE | |
| 11月19日 | 4時間×ギリギリモザイク エスワンスペシャル                | DVD  | ONED-875  | S1 NO.1 STYLE | |
| 12月7日  | ハイパー×ギリギリモザイク 特殊浴場TSUBAKI 8時間 完全版   | DVD  | ONED-891  | S1 NO.1 STYLE | 共演: 蒼井そら、 麻美ゆま、 伊沢千夏、 小川あさ美、 片瀬まこ、 果梨、 遥めぐみ、 穂花、 美優千奈、 MO☆MO、 吉沢明歩                                 |
| 12月7日  | 大量潮吹き×プレミアデジタルモザイク                      | DVD  | PGD-145   | PREMIUM       | |

##### 2008年
| 発売日   | タイトル                                                   | 規格 | 品番     | メーカー | 備考                                              |
| -------- | ---------------------------------------------------------- | ---- | -------- | -------- | ------------------------------------------------- |
| 1月7日   | 西野翔 絶頂潮吹き164連発スペシャル!                        | DVD  | PGD-153  | PREMIUM  |                                                   |
| 2月7日   | プレミアム・ビューティー W大量潮吹き132連発4時間スペシャル | DVD  | PGD-160  | PREMIUM  | 共演: 片瀬まこ                                    |
| 3月1日   | 女教師 レイプ 輪姦                                         | DVD  | MIDD-365 | MOODYZ   |                                                   |
| 4月13日  | 極上イカセ失禁学園                                         | DVD  | MIRD-037 | MOODYZ   | 共演: 千堂ゆりあ、 雨音しおん                     |
| 5月13日  | 目が覚めたら潮吹きお姉ちゃんになっちゃった                 | DVD  | MIDD-383 | MOODYZ   | 共演: 辻さき                                      |
| 6月13日  | SDハイパーデジタルモザイク                                 | DVD  | MIDD-390 | MOODYZ   |                                                   |
| 7月13日  | 制服レズビアン                                             | DVD  | MIDD-399 | MOODYZ   | 共演: 南つかさ                                    |
| 9月13日  | 淫らな美尻                                                 | DVD  | MIDD-421 | MOODYZ   |                                                   |
| 10月1日  | ふたなりワールド4時間スペシャル!                           | DVD  | MIRD-048 | MOODYZ   | 共演: 乃亜、 小坂めぐる                           |
| 11月13日 | 真性潮吹き大乱交 かけまくり浴びまくり271発4時間            | DVD  | MIRD-050 | MOODYZ   | 共演: 水玉レモン、 大沢佑香、 堀口奈津美、 星優乃 |
| 12月1日  | 真性潮吹きFUCK                                             | DVD  | MIDD-408 | MOODYZ   |                                                   |

##### 2009年
| 発売日  | タイトル                                                               | 規格 | 品番     | メーカー  | 備考                                                                  |
| ------- | ---------------------------------------------------------------------- | ---- | -------- | --------- | --------------------------------------------------------------------- |
| 1月1日  | Wキャスト                                                              | DVD  | MIRD-053 | MOODYZ    | 共演: 小川あさ美                                                      |
| 2月1日  | 公開潮吹きアクメ                                                       | DVD  | MIDD-466 | MOODYZ    |                                                                       |
| 3月1日  | 接吻しまくりベロベロSEX                                                | DVD  | MIDD-476 | MOODYZ    |                                                                       |
| 4月19日 | THE BEST OF CAST SUPER STARS☆FANTASTIC大乱交                           | DVD  | KISD-026 | kira☆kira | 共演: 水元ゆうな、 小澤マリア、 nao.                                  |
| 5月1日  | 極上潮吹き温泉                                                         | DVD  | MIDD-492 | MOODYZ    |                                                                       |
| 6月1日  | チンポを鍛える励まし淫語セックス                                       | DVD  | MIDD-503 | MOODYZ    |                                                                       |
| 7月1日  | 西野翔が自宅に押しかけ童貞狩り。                                       | DVD  | MIDD-517 | MOODYZ    |                                                                       |
| 8月1日  | 潮吹き若妻のエッチな妄想日記                                           | DVD  | MIDD-526 | MOODYZ    |                                                                       |
| 9月1日  | お漏らし恥辱オフィスレディ 美人OLを狂わす女の罠                        | DVD  | MIDD-538 | MOODYZ    | 共演: 星優乃                                                          |
| 10月1日 | 嫌がる西野翔×悦ぶキモ男 〜嘘の撮影を仕組んでキモ男のオモチャにさせる〜 | DVD  | MIDD-548 | MOODYZ    |                                                                       |
| 11月1日 | エロスの新性紀                                                         | DVD  | MIRD-068 | MOODYZ    | 共演: 乃亜、 堀口奈津美、 真咲南朋、 望月ちはや、 田嶋めぐみ、 はじめ |
| 12月1日 | ドリームイラマチオ                                                     | DVD  | MIGD-286 | MOODYZ    |                                                                       |

##### 2010年
| 発売日   | タイトル                                      | 規格 | 品番      | メーカー  | 備考                                                                       |
| -------- | --------------------------------------------- | ---- | --------- | --------- | -------------------------------------------------------------------------- |
| 1月1日   | 調教彼氏 女尊男卑な西野翔                     | DVD  | MIXS-001  | MOODYZ    |                                                                            |
| 2月1日   | 最高のオナニーのために                        | DVD  | MIDD-589  | MOODYZ    |                                                                            |
| 3月25日  | 美美美コスプレFUCK -童貞を食べちゃう変態痴女- | DVD  | BBI-100   | 美        |                                                                            |
| 4月7日   | 夫の目の前で犯されて - 義弟の欲望             | DVD  | SHKD-403  | ATTACKERS |                                                                            |
| 5月1日   | ふんどし女子校生                              | DVD  | MIDD-624  | MOODYZ    |                                                                            |
| 6月1日   | 美しいOLの下品なガニ股SEX                     | DVD  | MIDD-636  | MOODYZ    |                                                                            |
| 7月13日  | 西野翔が黒GALに大変身☆                        | DVD  | MIDD-656  | MOODYZ    |                                                                            |
| 8月7日   | プレミアム・レズビアン                        | DVD  | PGD-416   | PREMIUM   | 共演: 冬月かえで                                                           |
| 9月1日   | ドリーム学園 13                               | DVD  | MIRD-074  | MOODYZ    | 共演: 大橋未久、 真白希実、 亜梨、 月野りさ、 愛菜りな、 水城奈緒、 つぼみ |
| 9月1日   | ドリーム学園 13                               | BD   | 9MIRD-074 | MOODYZ    | 共演: 大橋未久、 真白希実、 亜梨、 月野りさ、 愛菜りな、 水城奈緒、 つぼみ |
| 9月13日  | 初パイパン                                    | DVD  | MIGD-355  | MOODYZ    |                                                                            |
| 10月1日  | 欲情マンション                                | DVD  | MIDD-678  | MOODYZ    |                                                                            |
| 11月1日  | 1日10回射精しても止まらないオーガズムSEX      | DVD  | MIDD-693  | MOODYZ    |                                                                            |
| 12月19日 | 野外ゲリラ淫乱SEX                             | DVD  | TYOD-097  | 乱丸      |                                                                            |

##### 2011年
| 発売日  | タイトル                                                        | 規格 | 品番     | メーカー  | 備考           |
| ------- | --------------------------------------------------------------- | ---- | -------- | --------- | -------------- |
| 1月1日  | 1泊2日の温泉不倫旅行                                            | DVD  | MIDD-724 | MOODYZ    |                |
| 2月1日  | 西野翔が街角で逆ナンパしてお持ち帰り、即SEX!!                   | DVD  | MIDD-734 | MOODYZ    |                |
| 3月1日  | ムーディーズ創立10周年記念 MOODYZ×IDEAPOCKET 僕と翔の甘〜い性活 | DVD  | MIRD-084 | MOODYZ    |                |
| 4月1日  | 叱られ淫語。                                                    | DVD  | MIDD-757 | MOODYZ    |                |
| 5月1日  | 美しすぎるレズビアン マ○コがマ○コに恋をする理由                 | DVD  | MIRD-087 | MOODYZ    | 共演: 峰なゆか |
| 6月1日  | 突然発情セックス                                                | DVD  | MIDD-775 | MOODYZ    |                |
| 6月1日  | 淫らな潮吹き女が欲しがるデカチン男の爆射ザーメン                | DVD  | JUFD-151 | Fitch     |                |
| 7月13日 | 卒業 最初で最後の素人男性とSEX解禁                              | DVD  | MIDD-786 | MOODYZ    |                |
| 8月1日  | ぬめるムチ尻女の極上パンストソープ                              | DVD  | JUFD-163 | Fitch     |                |
| 9月1日  | 淫らな腰振りノーパン巨尻痴女                                    | DVD  | JUFD-171 | Fitch     |                |
| 10月7日 | あなた、許して…。隣の男に犯されて 4                             | DVD  | RBD-306  | ATTACKERS |                |
| 11月7日 | 家庭教師翔先生の中出し授業                                      | DVD  | BF-161   | BeFree    |                |
| 12月7日 | 服従の方程式 女教師、恥辱の日々…。                              | DVD  | RBD-327  | ATTACKERS |                |

##### 2012年
| 発売日  | タイトル                                         | 規格 | 品番     | メーカー  | 備考             |
| ------- | ------------------------------------------------ | ---- | -------- | --------- | ---------------- |
| 1月7日  | 奴隷ソープに堕とされた人妻 5                     | DVD  | RBD-333  | ATTACKERS |                  |
| 2月7日  | お姉さんにまかせてネ♥                            | DVD  | BF-176   | BeFree    |                  |
| 3月7日  | 痴漢映画館 2 こんな所で…なのに、なのに私ったら…! | DVD  | RBD-352  | ATTACKERS |                  |
| 4月7日  | 貞操帯の女 13                                    | DVD  | RBD-360  | ATTACKERS |                  |
| 5月7日  | 恥ずかしい私を見ないで 3                         | DVD  | RBD-368  | ATTACKERS |                  |
| 6月7日  | 女社長、堕ちるまで…                              | DVD  | RBD-378  | ATTACKERS |                  |
| 7月7日  | 潜入捜査官、堕ちるまで…                          | DVD  | ATID-200 | ATTACKERS |                  |
| 7月25日 | 人妻諜報員は夫を狙う。                           | DVD  | JUC-871  | Madonna   |                  |
| 8月7日  | 美人女将 凌辱女体接待                            | DVD  | RBD-395  | ATTACKERS |                  |
| 8月25日 | 女教師奴隷市場                                   | DVD  | JUC-899  | Madonna   | 共演: かすみりさ |
| 9月7日  | キャリアウーマン牝レイプ 食べ頃な獲物たち… 3     | DVD  | RBD-403  | ATTACKERS | 共演: 風間ゆみ   |
| 10月7日 | 望まない絶頂が悔しくて… 長男の嫁、凌辱の日々。   | DVD  | RBD-418  | ATTACKERS |                  |
| 11月7日 | 豹変 医学博士、レイプの記録                      | DVD  | ATID-207 | ATTACKERS |                  |
| 12月7日 | あなたに愛されたくて。                           | DVD  | SSPD-093 | ATTACKERS |                  |

##### 2013年
| 発売日  | タイトル                                                                                       | 規格 | 品番     | メーカー   | 備考             |
| ------- | ---------------------------------------------------------------------------------------------- | ---- | -------- | ---------- | ---------------- |
| 1月7日  | 狙われた美人妻ストーカー 狂気の妄想の恋愛の果てに…                                             | DVD  | RBD-441  | ATTACKERS  |                  |
| 2月7日  | 監視カメラレイプ 美人受付嬢の絶望…。                                                           | DVD  | RBD-449  | ATTACKERS  |                  |
| 3月7日  | 女狐 2                                                                                         | DVD  | SSPD-096 | ATTACKERS  |                  |
| 4月7日  | スチュワーデス、翔 本能で感じる猥らな性交                                                      | DVD  | BF-240   | BeFree     |                  |
| 5月7日  | アイコラの女 2                                                                                 | DVD  | RBD-476  | ATTACKERS  |                  |
| 6月13日 | 私、実は夫の上司に犯され続けてます…                                                            | DVD  | MDYD-785 | 溜池ゴロー |                  |
| 7月13日 | 義母奴隷 ‐特別編‐                                                                              | DVD  | MDYD-798 | 溜池ゴロー |                  |
| 8月13日 | 僕だけの女教師ペット特別版 教え子の性欲のはけ口にされている私…                                 | DVD  | MDYD-811 | 溜池ゴロー |                  |
| 9月1日  | 台本のない本当のSEXで、かつて見たことがないほどイキ乱れて肉棒を離さない、S級女優の究極の発情。 | DVD  | SMT-010  | 蜜月       |                  |
| 10月7日 | 麗しき女医の転落 少年の笑顔を守りたかった…。                                                   | DVD  | RBD-521  | ATTACKERS  |                  |
| 11月7日 | 夫には言えない羞恥の性癖                                                                       | DVD  | ADN-001  | ATTACKERS  |                  |
| 12月7日 | 野外露出調教 見られてしまった私の淫ら                                                          | DVD  | RBD-537  | ATTACKERS  | 共演: 星野あかり |

##### 2014年
| 発売日   | タイトル                                            | 規格 | 品番     | メーカー  | 備考                       |
| -------- | --------------------------------------------------- | ---- | -------- | --------- | -------------------------- |
| 1月7日   | 籠城 5                                              | DVD  | RBD-541  | ATTACKERS | 共演： 妃乃ひかり、 浅野唯 |
| 2月7日   | 鏡の中の私 夫の親友に飼い馴らされた妻               | DVD  | RBD-550  | ATTACKERS |                            |
| 3月7日   | 女教師 奈落の性奉仕                                 | DVD  | RBD-564  | ATTACKERS |                            |
| 4月7日   | あなたの為に犯されます…。昭和姦獄エレジー           | DVD  | SSPD-111 | ATTACKERS |                            |
| 5月7日   | 美人OLの悲惨な凌辱日記                              | DVD  | RBD-582  | ATTACKERS |                            |
| 6月7日   | 脱獄者                                              | DVD  | SHKD-549 | ATTACKERS |                            |
| 7月7日   | ヤラしい義父の嫁いぢりお義父さん、もう許して下さい… | DVD  | JUX-360  | Madonna   |                            |
| 8月7日   | 僕の義母さん                                        | DVD  | JUX-384  | Madonna   |                            |
| 9月7日   | 叔母の誘惑 〜僕を淫らに弄ぶ艶めかしい肉体〜         | DVD  | JUX-408  | Madonna   |                            |
| 10月7日  | 美人研究者 偽りに堕ちて                             | DVD  | SHKD-573 | ATTACKERS |                            |
| 11月7日  | 美人妻 公開調教倶楽部                               | DVD  | RBD-635  | ATTACKERS |                            |
| 11月13日 | ガーディアン・ミストレス -俺様を護れ!-              | DVD  | MIRD-144 | MOODYZ    | 共演： 初美沙希            |
| 12月1日  | 卑猥な女医の淫尻射精管理                            | DVD  | JUFD-421 | Fitch     |                            |

##### 2015年
| 発売日  | タイトル                                                          | 規格 | 品番     | メーカー  | 備考            |
| ------- | ----------------------------------------------------------------- | ---- | -------- | --------- | --------------- |
| 1月7日  | 潜入捜査官 翔 犯罪の海に堕ちる美しき人魚                          | DVD  | SHKD-587 | ATTACKERS |                 |
| 2月7日  | レズビアン記念日                                                  | DVD  | BBAN-028 | ビビアン  | 共演： 板野有紀 |
| 3月7日  | 被虐の家庭教師 11                                                 | DVD  | SHKD-603 | ATTACKERS |                 |
| 4月7日  | 服従の義母奴隷                                                    | DVD  | SHKD-611 | ATTACKERS |                 |
| 5月7日  | 奴隷色のステージ 27                                               | DVD  | RBD-678  | ATTACKERS |                 |
| 6月7日  | 露出鏡                                                            | DVD  | RBD-688  | ATTACKERS |                 |
| 7月7日  | 銀幕の転落                                                        | DVD  | SSPD-121 | ATTACKERS |                 |
| 8月7日  | 美肉の流刑地 2                                                    | DVD  | RBD-702  | ATTACKERS |                 |
| 9月1日  | 舌と肉体を絡ませ合う濃密ベロキスサロン                            | DVD  | JUFD-506 | Fitch     |                 |
| 10月1日 | 貴方だけを見つめ続ける淫語中出しソープ                            | DVD  | JUFD-516 | Fitch     |                 |
| 11月1日 | ハイレグ強制ストリップ 〜喰い込み羞恥に悶える美人セールスレディ〜 | DVD  | JUFD-528 | Fitch     |                 |
| 12月7日 | 夫は知らない 〜私の淫らな欲望と秘密〜                             | DVD  | JUX-752  | Madonna   |                 |

##### 2016年
| 発売日   | タイトル                                             | 規格 | 品番     | メーカー | 備考          |
| -------- | ---------------------------------------------------- | ---- | -------- | -------- | ------------- |
| 1月7日   | 人妻女医 痴漢電車 〜恥辱に濡れて疼く肉欲〜           | DVD  | JUX-775  | Madonna  |               |
| 2月7日   | 綺麗な叔母さんが僕のアパートに泊まりに来て…          | DVD  | JUX-793  | Madonna  |               |
| 3月7日   | 夫の上司に犯され続けて7日目、私は理性を失った…。     | DVD  | JUX-814  | Madonna  |               |
| 10月13日 | 背徳の関係＜コネクション＞、オフィスレディレズビアン | DVD  | BBAN-108 | ビビアン | 共演： 本田岬 |
| 12月19日 | 妻が淫らに輝くとき…。                                | DVD  | JUY-035  | Madonna  |               |

##### 2017年
| 発売日   | タイトル | 規格 | 品番     | メーカー   | 備考                                    |
| -------- | --- | ---- | -------- | ---------- | --------------------------------------- |
| 1月13日  | 息子の同級生のませガキどもに拘束されて犯されて…                                                                                 | DVD  | JUY-063  | Madonna    |                                         |
| 2月19日  | 中華なると原作 義父 〜裕美の昼下がり〜                                                                                          | DVD  | URE-037  | Madonna    |                                         |
| 3月25日  | 原作・鬼龍凱 高慢令嬢姉妹、堕ちる                                                                                               | DVD  | SSPD-134 | ATTACKERS  | 共演： 波多野結衣、 佳苗るか、 村上涼子 |
| 4月25日  | 淫語で誘う寸止め焦らし痴女 〜私を生殺しにして愉しむパイパン女秘書〜                                                             | DVD  | JUFD-724 | Fitch      |                                         |
| 5月19日  | 働く女の艶めかしい完全着衣ファック                                                                                              | DVD  | JUFD-741 | Fitch      |                                         |
| 6月13日  | あの人だけと誓ったのに…。〜夫への後ろめたさに濡れる肉体〜                                                                       | DVD  | JUY-183  | Madonna    |                                         |
| 8月7日   | ボディコンお姉さんが媚薬を飲んだら72時間ド淫乱化! 身動き取れない状態で中出し・男潮吹き・連続射精で気絶するまでヌカれ続けたボク… | DVD  | CJOD-094 | 痴女ヘブン |                                         |
| 9月19日  | 時間無制限! 発射無制限! M男専用超高級中出し淫語ソープ                                                                           | DVD  | CJOD-099 | 痴女ヘブン |                                         |
| 10月13日 | 長〜い蛇舌で舐めまわしバクッと喰らう丸呑みフェラチオ                                                                            | DVD  | CJOD-108 | 痴女ヘブン |                                         |
| 11月1日  | 今日は孕むまでナカに出して… | DVD  | MEYD-304 | 溜池ゴロー |                                         |
| 11月19日 | 隙あらば孕もうとする 痴女お嫁さん2人とハーレム中出しSPECIAL                                                                     | DVD  | PRED-027 | PREMIUM    | 共演： 宇垣ちさと                       |
| 12月19日 | 緊縛麻薬捜査官 〜救出まで2時間、私は絶対に諦めない〜                                                                            | DVD  | PRTD-008 | PREMIUM    |                                         |

##### 2018年
| 発売日  | タイトル                                                           | 規格 | 品番     | メーカー     | 備考                       |
| ------- | ------------------------------------------------------------------ | ---- | -------- | ------------ | -------------------------- |
| 2月7日  | 母の友人                                                           | DVD  | JUY-381  | Madonna      |                            |
| 4月1日  | 新奴隷捜査官 3 悲しみの復讐者                                      | DVD  | RBD-894  | ATTACKERS    | 共演： しじみ、 よしい美希 |
| 4月13日 | 犯された女交渉人 4                                                 | DVD  | SHKD-787 | ATTACKERS    |                            |
| 5月25日 | 巨乳で優しい姉御肌の妻が俺の親父に寝取られ種付けプレスされていた。 | DVD  | DASD-431 | ダスッ!      |                            |
| 6月25日 | 巨尻レギンスの誘惑                                                 | DVD  | DASD-440 | ダスッ!      |                            |
| 7月25日 | 禁欲女×絶倫男 ナマで覚醒!本能剥き出し真正中出し解禁!!              | DVD  | HND-541  | 本中         |                            |
| 8月1日  | 西野翔の凄テクを我慢できれば生★中出しSEX!                          | DVD  | WANZ-775 | WANZ FACTORY |                            |
| 8月25日 | すんごい乳首責めで中出しを誘う連続膣搾り痴女お姉さん               | DVD  | HND-563  | 本中         |                            |
| 10月7日 | 輪姦学校                                                           | DVD  | SHKD810  | ATTACKERS    |                            |
| 11月7日 | 僕が隣の痴女奥さんに様々な方法で射精管理され続けた一週間           | DVD  | JUY-668  | Madonna      |                            |
| 12月7日 | 初実写化!! 背徳NTR同人作家・あらくれ原作 人妻教師NTR修学旅行       | DVD  | URE-046  | Madonna      |                            |

##### 2019年
| 発売日   | タイトル | 規格         | 品番      | メーカー      | 備考                                                         |
| -------- | --- | ------------ | --------- | ------------- | ------------------------------------------------------------ |
| 1月7日   | 花電車の女 | DVD          | RBD-918   | ATTACKERS     |                                                              |
| 2月7日   | 覚醒遊戯 闇を切り裂くレズ調教 | DVD          | RBD-920   | ATTACKERS     | 共演： 織田真子                                              |
| 3月7日   | 吐息をこらえて犯されて… | DVD          | ATID-338  | ATTACKERS     |                                                              |
| 4月7日   | プライド狩り | DVD          | JBD-237   | ATTACKERS     |                                                              |
| 6月19日  | 新・世界一早漏男×西野翔の金玉がスッカラカンになるまで発射し続ける連続ぶっかけ＆大量中出しSEX                                                                                          | DVD          | RKI-494   | Rookie        |                                                              |
| 8月22日  | 陽は昇り陽は沈む 西野翔 SOD移籍 年内引退発表 15年続けてきた女優【今何を思う…】裸のドキュメント24時間 都内撮影現場から地元静岡・実家・自宅で赤裸々3SEX そして、最後にやり残した事とは… | DVD          | STARS-113 | SODクリエイト |                                                              |
| 9月24日  | レジェンド女優・西野翔、前代未聞の大型プロジェクト始動！～引退までの180日間、素人男子を一流のAV男優に育成する～ 第1弾「逸材発掘男優オーディション」ガチンコ審査！！                   | ダウンロード | STARS-129 | SODクリエイト |                                                              |
| 10月24日 | 西野翔 プライベート初盗撮!移籍イベントで宣言した禁欲生活を破り、まさかの中年オタクと1日中何度も絶倫SEXしていた一部始終を大公開!                                                       | DVD          | STARS-144 | SODクリエイト |                                                              |
| 11月21日 | 初体験の男の子にヤリ過ぎですよ西野さん!一回り年下の田舎の純情童貞君を筆下ろし4本番～ポツンと地方にいた童貞探し旅～                                                                    | DVD          | STARS-159 | SODクリエイト |                                                              |
| 12月26日 | 西野翔 ラストレズ | DVD          | STARS-173 | SODクリエイト | 共演: 古川いおり、有栖るる、神納花、野々宮みさと、宮沢ちはる |

##### 2020年
| 発売日  | タイトル                                                      | 規格 | 品番      | メーカー      | 備考 |
| ------- | ------------------------------------------------------------- | ---- | --------- | ------------- | ---- |
| 1月23日 | 洗脳契約書 高慢で高飛車な美人女社長は中出し専用の性欲処理奴隷 | DVD  | STARS-189 | SODクリエイト |      |
| 2月20日 | 男子の格好がバレて輪姦されて…                                 | DVD  | STARS-204 | SODクリエイト |      |
| 3月26日 | AV引退。                                                      | DVD  | STARS-219 | SODクリエイト |      |

#### 総集編
| 発売日   | タイトル                                                      | 規格品番 | メーカー      | 備考                                           |
| 2006年   | 2006年                                                        | 2006年   | 2006年        | 2006年                                         |
| -------- | ------------------------------------------------------------- | -------- | ------------- | ---------------------------------------------- |
| 7月20日  | 西野翔スペシャル 完全永久保存版                               | IESP-178 | アイエナジー  |                                                |
| 2007年   |                                                               |          |               |                                                |
| 11月22日 | 西野翔デラックス                                              | IEQP-010 | アイエナジー  |                                                |
| 2008年   |                                                               |          |               |                                                |
| 5月7日   | S1 GIRLS COLLECTION ハイパーギリギリモザイク8時間 西野翔      | ONSD-193 | S1 NO.1 STYLE | S1全17タイトル                                 |
| 9月24日  | KUKIピンクファイル あのピンクファイルで魅せる! 西野翔         | KK-133   | KUKI          | ※「NEW FACE 43 西野翔」、「SHOW TIME」を収録   |
| 12月12日 | KUKIピンクファイル あのピンクファイルで魅せる! 西野翔 2nd     | KK-142   | KUKI          | ※「ショールーム」、「純粋培養」を収録          |
| 2009年   |                                                               |          |               |                                                |
| 4月24日  | KUKIピンクファイル あのピンクファイルで魅せる! 西野翔 3rd     | KK-153   | KUKI          | ※「体温」、「新妻物語」を収録                  |
| 7月13日  | 西野翔BEST8時間                                               | MIBD-415 | MOODYZ        | ※2008年3月〜2009年3月にリリースされた単体6作品 |
| 2010年   |                                                               |          |               |                                                |
| 2月26日  | 全部見せます。 西野翔 全作品×全本番                           | KK-183   | KUKI          |                                                |
| 12月1日  | 西野翔ベスト8時間                                             | MIBD-529 | MOODYZ        |                                                |
| 2012年   |                                                               |          |               |                                                |
| 8月13日  | 西野翔大全集 全36タイトル40本番 12時間コンプリート            | MIBD-655 | MOODYZ        |                                                |
| 12月19日 | 昇天エンジェル 西野翔 16時間                                  | RKI-230  | Rookie        |                                                |
| 2013年   |                                                               |          |               |                                                |
| 6月7日   | THE BEST OF 西野翔                                            | ATKD-197 | ATTACKERS     |                                                |
| 11月21日 | 19歳の西野翔                                                  | IQP-100  | アイエナジー  |                                                |
| 2014年   |                                                               |          |               |                                                |
| 2月7日   | 西野翔390分SPECIAL                                            | BF-290   | BeFree        |                                                |
| 3月7日   | 西野翔エスワン全55本番 12時間コンプリートBEST                 | ONSD-788 | S1 NO.1 STYLE |                                                |
| 2015年   |                                                               |          |               |                                                |
| 6月1日   | 西野翔 デジタルリマスター 8時間                               | MIBD-920 | MOODYZ        |                                                |
| 10月7日  | ATTACKERS PRESENTS THE BEST OF 西野翔                         | ATAD-109 | ATTACKERS     |                                                |
| 2016年   |                                                               |          |               |                                                |
| 5月7日   | 丸ごと! 西野翔8時間 〜もしも運命のSEXがあるのなら〜           | JUSD-698 | Madonna       |                                                |
| 8月1日   | 淫乱巨尻グラマラス 西野翔コンプリートBEST12時間               | JFB-139  | Fitch         |                                                |
| 2017年   |                                                               |          |               |                                                |
| 11月25日 | 丸ごと! 西野翔8時間 〜淫靡に咲き乱れる翔の華 艶やか15本番!!〜 | JUSD-765 | Madonna       |                                                |

### アダルトVR
- 国民の人妻 マドンナ専属 西野翔初VR!! 夫と御無沙汰な妻の親友は酔っぱらったらHとキスが大好きないたずら小悪魔に大変身!! そして僕は寝ている妻の目の前でこっそりSEX!!（2018年12月21日、MadonnaVR）

### イメージビデオ
| 発売日   | タイトル                            | 規格品番  | メーカー                 | 備考 |
| 2004年   | 2004年                              | 2004年    | 2004年                   | 2004年 |
| -------- | ----------------------------------- | --------- | ------------------------ | --- |
| 9月24日  | Show me                             | MBR-008   | レイディックス           | |
| 2006年   |                                     |           |                          | |
| 10月13日 | キレイナセックス                    | CON-010   | コンセント               | |
| 2010年   |                                     |           |                          | |
| 9月29日  | 美女秘湯めぐり 湯田中温泉編         | HITOU-003 | オルスタックピクチャーズ | 共演：早乙女ルイ、緋咲アンナ                                                                                     |
| 2011年   |                                     |           |                          | |
| 6月29日  | 妻美喰い                            | R-549     | オルスタックソフト販売   | |
| 2012年   |                                     |           |                          | |
| 5月30日  | DE LUCH 羽田あい                    |           | オルスタックソフト販売   | ※主演は羽田あい。チャプター10と特典映像1、特典映像3に友情出演。                                                  |
| 6月29日  | DE LUCH 西野翔                      | R-570     | オルスタックソフト販売   | |
| 12月25日 | 湯けむりおっぱい〜夏の陣〜 西野翔   | R-584     | オルスタックソフト販売   | |
| 12月25日 | 湯けむりおっぱい〜夏の陣〜 羽田あい | R-585     | オルスタックソフト販売   | ※主演は羽田あい。チャプター9と特典映像に友情出演。                                                               |
| 2014年   |                                     |           |                          | |
| 5月29日  | 湯けむりの女たち 其の弐             |           | オルスタックピクチャーズ | 共演：希志あいの、翔田千里、風間ゆみ、辰巳ゆい、かすみ果穂、桜木凛、希崎ジェシカ、羽田あい、藤井シェリー、緒川凛 |
| 8月25日  | 西野翔はオレのカノジョ。            | GASO-0008 | GARDEN                   | |
| 2016年   |                                     |           |                          | |
| 11月29日 | Bonita                              | R-663     | オルスタックソフト販売   | |

### バラエティービデオ
| 発売日        | タイトル                                  | 規格品番   | メーカー                          | 備考                                                                               |
| ------------- | ----------------------------------------- | ---------- | --------------------------------- | ---------------------------------------------------------------------------------- |
| 2009年12月2日 | おねがい!マスカット アハハ編              | PCBE-12459 | ポニーキャニオン、プラスミックCFP |                                                                                    |
| 2010年1月6日  | おねがい!マスカット ウフフ編              | PCBE-12460 | ポニーキャニオン、プラスミックCFP |                                                                                    |
| 2012年7月18日 | かすみレディオ vol.13                     |            | ポニーキャニオン                  | 共演：かすみ果穂、範田紗々、周防ゆきこ                                             |
| 2013年1月16日 | Watching Real Girls みっひーランド Vol.11 | PCBE-12054 | ポニーキャニオン                  | 共演：みひろ、糸矢めい、かすみ果穂、七海なな、希志あいの、希崎ジェシカ、安藤あいか |

## 出演

### テレビドラマ
2000年代
- 特命係長 只野仁（2ndシーズン） 第20話（2005年）
- 牙狼〈GARO〉 第24話・25話（2006年、ホラーの始祖 メシア）
- 快感職人 第3話（2006年、給湯室のOL）
- 黒い太陽 第4話・5話（2006年）
- 特命係長 只野仁（3rdシーズン） 第23話（2007年）
- エリートヤンキー三郎（2007年、レディース「桃姫愚連隊」メンバー「リナ」）
- 新宿スワン 第3話・4話（2007年、アオイ）
- 黒い太陽'07スペシャル（2007年、キャバ嬢・シオン）
- 秘書のカガミ 第11話（2008年、国吉鏡子）

2010年代
- 炎の警備隊長・五十嵐杜夫8（2010年、ホステス）
- 嬢王3 〜Special Edition〜 第1話（2010年）
- 業界LOVE STORY〜だからテレビはおもしろい〜（2011年）
- 遺留捜査（第1シリーズ） 第5話（2011年）
- さすらい温泉♨遠藤憲一 最終話（2019年、石野晶）

### ネット配信ドラマ
- 闇金ウシジマくん Season2（2014年）
- 不連続サスペンスドラマ 毒ノ華 第二話 夢繭華（2018年12月21日、DMM.com/ビデオマーケット）- 倫子 役[15]

### 映画

#### 日本映画
2000年代
- 聴かれた女（2007年、妄想の皐月）
- パッチギ! LOVE&PEACE（2007年）
- くれないの盃（2008年）
- Happyダーツ[注 1]（2008年）

2010年代
- ADULT 24歳の恋（2011年、出版社の女）
- くノ一忍法帖 影ノ月（2011年、一ノ目孤雁）
- ペーパーロード（2012年）
- 赤×ピンク（2014年、赤井天使）
- 凶愛（2015年、山口真紀）[16]
- ジムノペディに乱れる（2016年、隣の女）
- 牙狼〈GARO〉 神ノ牙-KAMINOKIBA-（2018年、メシア）

#### 外国映画
- シャッター（2008年）※アメリカ映画、同年9月6日日本公開
- ジャンダラ・ザ・ビギニング（晚孃上部 戀慾）（2012年、ゲーオ）※タイ映画、日本未公開、ラター・ポーガームと共演。
- ジャンダラ・ザ・ファイナル（晚孃下部 罪色）（2013年、ゲーオ）※同上
- ハシマ・プロジェクト（2013年、幽霊）※タイ映画、日本未公開
- 部屋のなかで（2016年、まりこ）[注 2]

### ピンク映画
- 寝乱れ人妻の妹（2010年7月9日公開、オーピー映画、監督：渡邊元嗣）- 「西尾美波」役[17]
- 悦楽の性界 淫らしましょ!（2011年1月21日公開、オーピー映画、監督：渡邊元嗣）- 「三沢百百」役[18][注 3]
- ノーパンの蕾 濡れたいの（2011年9月2日公開、オーピー映画、監督：渡邊元嗣）- 「秋葉未華」役[19]
- 桃木屋旅館騒動記（2014年8月1日公開、新東宝映画、監督：城定夫）- 「月子」役[20][注 4]
- オナニーシスター たぎる肉壺（2015年10月16日公開、オーピー映画、監督：榊英雄）- 「福家佳代子」役[21][22]

### Vシネマ
2000年代
- プチ濡れメール白書 彼氏にはナイショで（2004年撮影、レジェンドピクチャーズ）
- OL監禁 性愛の虜（2005年撮影、レジェンドピクチャーズ、和美）
- 若妻痴漢遊戯 それでも二人は。（2005年、麻理子）
- 団鬼六原作 女学生（2005年、主演）
- 真田くノ一忍法伝 かすみ 愛と裏切りの絆（2006年、女郎・小袖）
- スケパン刑事 バージンネーム=諸見栄サキ（2006年）
- 妻の妹 秘密の一週間 違うところも感じるの…（2007年撮影、レジェンドピクチャーズ、千春）
- 女囚611 獣牝たちの館（2007年）
- 忍-エボリューション- 闇の暗殺者（2007年、主演）
- 未亡人若女将[注 5]（2007年、榊原真理）
- 艶々日記 芸者Saaaan!!!（2007年、有希）
- 修羅の妻たち 射殺者の妻、その愛（2008年）
- 欲望の虜 身も心も奪われた人妻（2009年撮影、レジェンドピクチャーズ、主演）
- 隠密くノ一列伝 敵中突破!伊賀女忍者（2009年、くノ一・五月）
- 鳳(おおとり)（2009年、彼女）
- 鳳(おおとり)2（2009年、彼女）
- 巨大メイドロボ VS 触手怪獣（2009年、主演）

2010年代
- セブンカラーズvol.1、2（2010年、若葉）- 2作品
- スーパーメタルビュート 前編 / 後編（2010年、主演）- 2作品
- グラドルヒロイン危機一髪!! コードネーム ミネルバNEO 恐怖のツリガネイズマ編（2010年、九条陽菜）
- グラドルヒロイン危機一髪!! コードネーム ミネルバNEO 冷血のヒトデイズマ編（2010年、九条陽菜）
- アキバリオン影 前編 / 後編（2010年、月城牢那）- 2作品
- 白衣の天使 リーサルエンジェル 卑劣!ゴキブリウイルザー登場!（2011年、早見都）
- 白衣の天使 リーサルエンジェル 邪悪!マウスウイルザーの策略!（2011年、早見都）
- ダンプガール★理央（2011年、理央）
- ウーマン・ハンティング 美女狩り（2011年、マナミ）
- 凶<まがまがし>弐 憑霊（2012年）
- 満淫電車 狙われたお姉さん（2013年、相川しずか）
- 女子医療刑務所（2015年、美乃里）

### ミュージックビデオ
- DJ YUTAKA feat.BIGZAM&DELI&GORE-TEX『New Era』（2009年9月）
- DJ OZMA『珍魂歌』（2011年12月7日）

### 舞台
- スパイラルスパイス（2009年12月2日 - 6日、劇場MOMO）
- いい日、お遊戯。（2014年5月8日 - 12日、シアターグリーンBOX in BOX THEATERにて公演）
- 猫忠臣蔵（2015年1月4日 - 11日、シアターグリーンBOX in BOX THEATERにて公演）※本作上演中に、シアターグリーンで同時上演中の下記2作品にも出演(往来)。
  - 吉原万灯（2015年1月4日 - 11日、シアターグリーンBIG TREE THEATERにて公演）
  - 汚泥河童（2015年1月4日 - 11日、シアターグリーンBASE THEATERにて公演）
- 振袖大火〜吉原木遣り唄〜（2015年7月15日 - 19日、シアターグリーンBIG TREE THEATERにて公演）
- 鬼子母松（2016年7月20日 - 24日、シアターグリーンBASE THEATERにて公演）※公演名『鬼子母松』の「鬼」の字は、上部の一点がない異体字[23][24]を使うのが正式な表記である[25]。
- 劇じゃない火星人のはなしのヤツ（2017年3月1日 - 5日、 LIVESTAGE hodgepodge（ほっぢポッヂ）にて公演）

### バラエティ番組
時期不明
- DIVAS CAFE[注 6]

2007年
- やりすぎコージー（5月26日、テレビ東京）
- ゴッドタン（テレビ東京）
  - 8月22日・29日放送回 第3回キス我慢選手権
  - 2008年4月9日放送回 山里理解王選手権
- ウギブギ[26]（10月5日、TBSテレビ）

2008年
- おねがい!マスカット（2008年4月7日 - 2009年3月30日、テレビ東京）

2009年
- 志村&鶴瓶のあぶない交遊録（テレビ朝日、「英語禁止ボウリング」のコーナーに出演。
  - (12) 1月2日放送回 ベッドの女役（出演テロップ無し）
  - (17) 2014年1月2日放送回 バランスボールの女役（出演テロップ無し）
- おねだり!!マスカット（2009年4月6日 - 2010年3月29日、テレビ東京）

2010年
- キャンパスナイトフジ（2月19日・3月12日、フジテレビ）
- ちょいとマスカット!（4月7日 - 2010年9月29日、テレビ東京）
- フジ算（9月13日、フジテレビ）
- ビートたけしのあと1回だけ見ちゃいけないTV（9月29日、TBSテレビ）ゲスト出演
- おねだりマスカットDX!（10月6日 - 2011年9月28日、テレビ東京）
- めちゃ×2イケてるッ!（10月9日、2011年9月17日、フジテレビ）
- ビートたけしのもう1回だけヤラせてTV（2010年12月28日、TBSテレビ）

2011年
- まりか&ゆみこの真王伝説（4月23日/30日・5月7日、テレビ埼玉）ゲスト出演
- おねだりマスカットSP!（10月5日 - 2013年3月30日、テレビ東京）
- ジョージ・ポットマンの平成史[27]（10月8日、テレビ東京）- 出演テロップ無、モデル役
- 音流〜On Ryu〜（テレビ東京、12月2日放送回）※恵比寿マスカッツ当時在籍メンバー全26名VTR出演[28]
- ビートたけしのあと5回だけヤラせてTV（12月29日、TBSテレビ）

2012年
- あいのエチュード #13（1月1日、エンタ!959）
- セクシー女優総選挙 第3回[29]（9月21日、エンタ!371）
- 大炎上生テレビ オレにも言わせろ![30][31]（9月28日、TBSテレビ）
- かすみレディオ Vol.13（11月12日、つくばテレビ）

2013年
- 音流〜On Ryu〜（テレビ東京）
  - 1月4日・11日放送回、新春スペシャルとして2週にわたって放送。
  - 3月15日放送回[32]。
- 白黒アンジャッシュ（3月5日、千葉テレビ）
- みひろのパチ×スロ メガクイーン（12月13日・20日・2014年2月21日・28日・5月16日・23日・7月25日・8月1日・11月14日・21日・2015年2月20日・27日、テレビ愛知）

2014年
- 裸美人 #29[33]（5月21日、エンタ!959）
- 怒涛のヌードアワー #16、#19（7月19日・10月18日、エンタ!959）
- Ch.529 ベターライフチャンネル『オートレース実況生中継 浜松』（CS放送、7月26日、スカパー!プレミアムサービス）
- あいのエチュード #48（12月21日、エンタ!959）

2015年
- P-1 パチとも倶楽部（2月25日・7月22日、テレビ大阪）
- 新装開店パーラージャンバリへようこそ!（3月20日・27日、テレビ神奈川）
- SPICE×BOYS #5[34]（5月16日、エンタ!959）
- テリー伊藤の今夜も傾奇流![35]（11月18日・12月23日、BSフジ）

2016年
- 男のザップ 生イキ! ジャンポケクルーズ（8月11日、BSスカパー!）

### インターネット放送
- セクシーアイドル 西野翔が『サスペリア』生視聴！[36][37][38]（2010年11月5日、Stickam JAPAN!）※動画視聴可能[39]（Flash Playerが必要）
- 月曜ニコラジ（2011年5月23日、ニコニコ生放送）台湾大会議の裏話！さらに【恵比寿マスカッツ】生登場！[40] ※蒼井そらと共にゲスト出演[41]
- まぐまぐTV 「ホリエモンと7人の女達」（2011年6月9日、ニコニコ生放送）※希崎ジェシカと共にゲスト出演[42]
- ワールドトピックサテライト[43][44]（2011年7月6日 - 11月9日、ニコニコ生放送）※佐山愛と共に出演。
- 音楽天（2011年10月3日、ニコニコ生放送）※小川あさ美、かすみ果穂、瑠川リナ、永作あいりと共にゲスト出演[45]。
- ニューワールドトピックサテライト[46][47]（2011年11月23日 - 2012年3月28日、ニコニコ生放送）※佐山愛と共に出演[48]。
- ワールドトピックサテライトZ[49][50]（2012年5月23日 - 12月19日、ニコニコ生放送）※佐山愛(セクシー仮面)[51]と共に出演。
- 恵比寿マスカッツ Zepp Tokyo 直前スペシャル＠そうだ親不孝でいこう[52]（2012年6月14日、ニコニコ生放送）※恵比寿マスカッツによる「親不孝ベイベー」発売記念☆トーク・ショー。メンバー13名が出演[53]。
- ワールドトピックサテライト:Q[54]（2013年1月30日 - 11月13日、ニコニコ生放送）※佐山愛と共に出演。※番組の最終回は11月27日であるが、その日は体調不良のため欠席したので、最後の出演は11月13日となった[55]。
- 小力の小部屋（マシェリバラエティ、ニコニコ生放送、スカパー!275ch）- メインMC:長州小力
  - 2013年7月25日放送回[56][57] アシスタント: 永作あいり[58] ※ゲスト出演。YouTubeで視聴可能[59]。
  - 2014年7月22日放送回[60] アシスタント: 永作あいり[61] ※ゲスト出演。YouTubeで視聴可能[62](番組後半のみ)。
- カレンダー作ってみた[63]（2013年8月7日、ニコニコ生放送）※佐山愛と共に出演。
- LOVE SHOW NIGHT[64][65]（2014年4月16日、ニコニコ生放送）※VTR出演。
- 映画『TATSUMI マンガに革命を起こした男』[66]革命的ノーカット版先行配信カウントダウンスペシャル（2014年11月14日、ニコニコ生放送）※ゲスト出演[67]
- トイズハートプレゼンツBUBKA「きのう誰食べた」（2016年4月5日、ニコニコ生放送、USTREAM）※ゲスト出演[68]
- 竹山と飲める店〜ベロベロ人生相談〜[69]（2016年6月18日、AbemaTV）※ゲスト出演[70]
- トイズハートプレゼンツ「ハートの部屋」（2018年4月18日、ニコニコ生放送 オトコのカラダチャンネル）[71] - MC:かさいあみ、第17回ゲスト:西野翔[72]

### ラジオ
- NACK ON TOWN (2010年6月30日、FM NACK5) ※麻美ゆまと共に出演。
- RADIPEDIA（ラジペディア） （2011年3月9日、J-WAVE）※恵比寿マスカッツ当時在籍メンバーの大半と共にコメント出演。[73][74]
- 「HOST-TV×ほすほす」プレゼンツ 佐藤靖史の歌舞伎町No.1 Radio Show!! - レインボータウンFM
  - 2012年2月12日放送回 『Wここみんスペシャルプログラム - バレンタインラジオイベント』[75] MC: 成瀬心美、桜ここみ ※佐山愛と共にゲスト出演[76]
  - 2012年6月24日放送回 ※成瀬心美の代役MCとして出演[77][78]
- SCHOOL NINE（2012年3月28日、JFN系列FM放送）※篠原冴美と共にゲスト出演[79]。
- 恵比寿マスカッツのRADIOもおねだりマスカット - InterFM
  - 2012年6月20日放送回 ※収録放送。希志あいの（レギュラー）、吉沢明歩、佐山愛と共に出演[80]。
  - 2012年6月27日放送回 ※最終回スペシャル生放送。恵比寿マスカッツ当時在籍メンバーの大半と共に出演[81]。
- ゴチャ・まぜっ!（2012年7月3日、MBSラジオ）※瑠川リナ、篠原冴美と共にゲスト出演[82][83][84]。
- リッスン? 〜Live 4 Life〜（2012年10月31日、文化放送）※吉沢明歩、永作あいりと共にゲスト出演[85][86]。
- 松本英子のサウンドスケッチ（2012年11月17〜23日のうち1日または5日間、AM放送8局）※永作あいり、篠原冴美と共にゲスト出演[87][88]。
- 電磁マシマシ（2013年3月9日、CBCラジオ）※山口愛実、永作あいりと共にゲスト出演[89][90]。
- 恵比寿マスカッツの生でABAYO（2013年3月24日、文化放送）※文化放送サテライトスタジオから公開生放送。恵比寿マスカッツ当時在籍メンバーの大半と共に出演[91]。
- flowers（2013年3月25日、JFN系列FM放送）※佐山愛、永作あいりと共にゲスト出演[92][93]。
- 水曜JUNK 山里亮太の不毛な議論（2013年4月3日、TBSラジオ）※かすみ果穂、永作あいり、希志あいのと共にゲスト出演[94]。
- 栗山夢衣の初体験ラジオ「ちょ〜ふあんです。」 - 調布FM
  - 2013年8月30日放送回 ※佐山愛と共にゲスト出演[95]
  - 2015年6月28日放送回 ※麻美ゆまと共にゲスト出演[96]
- 木曜JUNK おぎやはぎのメガネびいき（2013年12月19日、TBSラジオ）※希志あいの、永作あいりと共にゲスト出演[97]。
- シアターグリーン プレゼンツ 「アクターズ・ブラボー！」（2014年12月6日、レインボータウンFM）※片肌☆倶利伽羅紋紋一座「ざ☆くりもん」二〇一五年 新春三館同時本公演の出演者・鈴木千絵里[98][99]、北ひとみ[100][101]と共に出演。
- BAN BAN BANのラジオでポン!（2015年9月19日・26日、FMうらやす）※2015年9月15日に行われた公開収録の内容を編集の上、2週にわたって放送[102]。ゲスト出演[103][104]。
- とにかく明るい安村のとにかく丸裸（2019年8月10日、文化放送）

### マルチメディア放送
- ＃エンダン - NOTTV1、Ustream(音声のみ)、
  - (第351回) 2013年8月29日放送回 元恵比寿マスカッツ西野翔がしゃべり尽くす！！限界ギリギリAVトーク10連発1時間 ※ゲスト出演[105]
  - (第371回) 2013年9月26日放送回 第2回バービーコレクション開催！モデルには西野翔と綾瀬れんが！大々爆笑を巻き起こした前回に続いて今回は!? ※バービー、綾瀬れん(現・福咲れん)と共にゲスト出演[106]

### パチンコ
- CR牙狼XX（2008年11月導入、サンセイR&D）[107][108]※特撮テレビドラマ『牙狼〈GARO〉』とのタイアップ機
- CRドキドキガールズスポット（2012年5月導入、豊丸産業）[109][110]
- CR牙狼復刻版XX（2016年4月導入、サンセイR&D）[111][112]※初代「CR牙狼XX」のリメイク機

### 朗読
- 官能小説新刊朗読[113][114]（フランス書院）

### DJイベント
- J's COMEBACK!!（2016年6月4日）
- PariPism パリピズム vol.3（2016年7月27日）
- 今めかしナイト（2016年8月6日）
- J's Presents in BAR阿牛（2016年12月3日）
- women only party「Shakti」（毎月第1土曜 新宿二丁目BAR阿牛）
- アニ鍋78th(2018年8月26日)

## ディスコグラフィ

### 歌唱楽曲
| 発売日  | 商品名                            | 歌                 | 楽曲                    | 備考                                         |
| 2012年  | 2012年                            | 2012年             | 2012年                  | 2012年                                       |
| ------- | --------------------------------- | ------------------ | ----------------------- | -------------------------------------------- |
| 6月6日  | DOKIDOKI GIRLS SPOT               | 西野翔、初音みのり | 「Melting Point」       | パチンコ『CRドキドキガールズスポット』関連曲 |
| 2014年  |                                   |                    |                         |                                              |
| 8月27日 | #俺的ボカロ曲ロックカバー祭 VOL.1 | 西野翔             | 「ギガンティックO.T.N」 |                                              |

## グラビア・刊行物

### 写真集
- SHOW ME（2004年9月、リイド社、撮影：祐二）ISBN 978-4845827626
- KARAMI 29(SANWA MOOK)（2005年7月1日、三和出版、撮影：小林旭日）ISBN 978-4776900993
- めちゃイイ!! 2006年6月号（2006年5月2日、ビデオ出版）※実質的に西野翔写真集。
- Day off―夏の日の思い出(SANWA MOOK)（2010年8月28日 三和出版）ISBN 978-4776905714
- アニマルガールズ（2012年3月23日 メディア・パル）ISBN 978-4896102277
- 西野翔 1st Photo Book 翔@show(SANWA MOOK)（2013年6月13日、三和出版）ISBN 978-4776909811
- Lele（2020年2月28日、徳間書店、撮影：近井沙妃）ISBN 978-4198650414

### デジタル写真集
- ギリエロ Vol.33『EROS』 西野翔デジタル写真集01（2007年5月2日、pad inc.）PDF形式
- 『ECSTASY』 西野翔デジタル写真集02（2007年5月10日、pad inc.）PDF形式
- 男の妄想 西野翔・補完計画（2009年7月1日、フラウス）PDF形式
- 人妻倶楽部 西野 翔 友人の美人妻 (2009年7月22日、デジタルピーチ）PDF形式
- Premium 西野 翔 -誘惑フラッシュ-（2009年8月5日、フラウス）PDF形式
- アブナイ女神 西野翔 vol.1、2、3（2014年2月21日）
- 秘宝館（2014年3月21日）
- 西野翔デジタル写真集「show up 翔」（2014年6月20日）
- エンジェルアイランド（2014年8月15日）
- 解体新書（2014年8月22日）
- 歌舞伎町高級コール倶楽部 翔26歳 その壱、弐、参、四（2014年7月4日、2014年10月24日、2014年11月14日、2015年1月2日）
- 灼熱の体（2014年11月21日）
- 欲情の湯（2015年2月27日）

### トレーディングカード
- ジューシーハニー2（2005年12月17日）

### 雑誌・書籍
- "La:nude" (2005年6月12日、ウェブグラビア)
- 牙狼＜GARO＞公式ビジュアルブック[115] (2006年4月26日、ホビージャパン) ※特別ピンナップ(p. 12)、全エピソード解説・第24話(p. 56)、メイキング・インタビュー/雨宮慶太(p. 61)、撮影日誌(p. 80)、絵コンテ集(pp. 90-91)、キャスト・プロフィール(p. 107) ISBN 978-4894254251
- 増刊大衆 2009年11月29日号（2009年10月30日、双葉社）『アイドル劇画』人気アイドルプライベートSEX File37 西野翔の巻(pp. 93-110)、グラビア 「ピアノ教師 濡れた夜」(pp. 111-117)
- VIBES 2010年3月号 Vol.197[116][117]（2010年2月10日、海王社）カバーガール：表紙とVIBES SHOT (pp. 139-143)
- 新ポーズカタログ〈1〉女性の基本ポーズ編[118] マール社編集部 (2011年5月) 単行本
- Tokyo graffiti #081[119] (2011年5月26日、グラフィティマガジンズ) ISBN 978-4845430802
- an・an 2012年1月18日号 No.1790[120][121] (2012年1月11日、マガジンハウス）
- 新ポーズカタログ〈3〉二人のポーズ編[122]　マール社編集部 (2012年6月) 単行本
- 女性向け高収入求人情報　ユカイライフ8月号、表紙・グラビア（2012年8月2日発行、シーズ）フリーマガジン
- FHM男人幫國際中文版(FHM Taiwan) 2012年12月号[123][124] (台湾の月刊誌、2012年12月1日、男人幫出版有限公司) インタビューとグラビア　※公式サイトにダイジェスト版インタビュー記事あり(中国語)[125]。
- ラブコレ VOL.19[126]（フリーマガジン、2013年4月30日、ジーオーティー）カバーガール：表紙とグラビア・インタビュー　※Web閲覧可能[127]
- WOOFIN' 2013年6月号（2013年4月30日、シンコーミュージック・エンタテイメント）※『MONSTER SUPECIAL ~恵比寿マスカッツ in the house〜 2013.3.23 @渋谷HARLEM』のイベントレポと、パーティ・スナップ・コーナーではマスカッツメンバーのオフショット(私服)掲載[128]。(p. 141 と pp.143-144)
- モーターファン別冊 PRIUS magazine VOL.4[129][130]（ムック、2013年6月26日発売、8月9日発行、三栄書房）Photo Salon (pp. 110-111 と p. 114) ISBN 978-4-7796-1831-4
- FHM Thailand 2014年6月号[131] (タイの月刊誌、2014年5月26日、Inspire Entertainment) イメージキャラクターを務めていたデオドラント商品のTROS Thailand[132][133]の広告　(pp. 126-133) ※デジタル版FHM誌には広告掲載なし
- ZOO Weekly (Thailand) 6月30日号[134]　(タイの週刊誌、2014年6月27日、Inspire Entertainment、2014年11月で休刊) カバーガール：表紙とグラビア・インタビュー
- ぐるぐるポーズカタログDVD-ROM2　和服の女性[135] マール社編集部 (2014年10月17日) 単行本
- BUBKA6月号[136]（2016年4月30日、白夜書房）トイズハートプレゼンツ 大坪ケムタ＆DJ急行が人気AV女優とバカ問答「きのう誰食べた？」誌上版 -最終回-[137](p. 116)